# 제너비브 모턴
제너비브 모턴(영어: Genevieve Morton, 1986년 7월 9일 ~ )은 남아프리카 공화국의 모델이다.